# Hockey World League 2016-17 (vrouwen), ronde 2
Ronde 2 van de Hockey World League 2016-17 (vrouwen) werd gehouden in de periode januari - april 2017. De 24 deelnemende landen streden in drie toernooien om acht plaatsen in de halve finale van de Hockey World League.

## Kwalificatie
De negen landen die op de wereldranglijst op de posities 12 tot en met 20 stonden, tijdens het begin van de competitie, waren direct voor deze tweede ronde gekwalificeerd. Maar omdat een van deze landen, België, was aangewezen om een halve finale te organiseren, was dat land vrijgesteld van de tweede ronde. Maleisië, dat als organisator van een van de drie toernooien was aangewezen, was ook direct geplaatst en hoefden niet in de eerste ronde te spelen. Canada en Spanje waren al gekwalificeerd voor ronde 2 op basis van hun positie op de wereldranglijst, voordat zij tot gastland werd verkozen.
Vijftien landen kwalificeerden zich via de eerste ronde.
| Data                           | Evenement                                  | Locatie                                    | Quota    | Gekwalificeerd                                                         |
| ------------------------------ | ------------------------------------------ | ------------------------------------------ | -------- | ---------------------------------------------------------------------- |
|                                | Nummer 12 t/m 20 op de FIH-wereldranglijst | Nummer 12 t/m 20 op de FIH-wereldranglijst | 8        | India Ierland Spanje Italië Schotland Wit-Rusland Azerbeidzjan1 Canada |
| Gastland                       | Gastland                                   | 1                                          | Maleisië |                                                                        |
| 9–17 april 2016                | Hockey World League, ronde 1               | Singapore                                  | 3        | Thailand Kazachstan Singapore                                          |
| 28 juni - 2 juli               | Hockey World League, ronde 1               | Fiji, Suva                                 | 1        | Fiji2                                                                  |
| 30 augustus – 4 september 2016 | Hockey World League, ronde 1               | Tsjechië, Praag                            | 3        | Tsjechië Oekraïne Polen                                                |
| 9–11 september 2016            | Hockey World League, ronde 1               | Ghana, Accra                               | 1        | Ghana                                                                  |
| 13–18 september 2016           | Hockey World League, ronde 1               | Frankrijk, Douai                           | 3        | Rusland Wales Frankrijk3                                               |
| 27 september - 2 oktober 2016  | Hockey World League, ronde 1               | Mexico, Salamanca                          | 1        | Mexico                                                                 |
| 1-9 oktober 2016               | Hockey World League, ronde 1               | Peru, Chiclayo                             | 2        | Uruguay Chili                                                          |
| 12 oktober 2016                | aangewezen door FIH                        |                                            | 1        | Trinidad en Tobago                                                     |
| Totaal                         | Totaal                                     | Totaal                                     | 24       |                                                                        |

2 Fiji trok zich terug. Hongkong nam de vrijgekomen plaats over.

## Opzet tweede ronde
De 24 landen worden in drie toernooien van elk acht landen ingedeeld. Op elk toernooi plaatsen de twee beste landen zich voor de halve finale. Ook de beste twee nummers drie, gebaseerd op de wereldranglijst, plaatsen zich voor de halve finale. 

## Kuala Lumpur
In Kuala Lumpur, Maleisië werd gespeeld van 14 tot en met 22 januari 2017.
Alle tijden zijn lokale tijden

### Eerste ronde

#### Groep A
| Team      | GS | W | WS | VS | V | DV | DT | DS  | Ptn |
| --------- | -- | - | -- | -- | - | -- | -- | --- | --- |
| Italië    | 3  | 3 | 0  | 0  | 0 | 17 | 0  | +17 | 9   |
| Wales     | 3  | 2 | 0  | 0  | 1 | 10 | 3  | +7  | 6   |
| Thailand  | 3  | 1 | 0  | 0  | 2 | 4  | 8  | −4  | 3   |
| Singapore | 3  | 0 | 0  | 0  | 3 | 0  | 20 | −20 | 0   |

| 14 januari 2017 13:45 |           |       |                                                              |
| Italië                | 3–0       | Wales | Scheidsrechters: Vilma Bagdanskienė (LTU) Tang Shi Him (HKG) |
|                       | (verslag) |       | Scheidsrechters: Vilma Bagdanskienė (LTU) Tang Shi Him (HKG) |

| 14 januari 2017 16:00 |           |           |                                                                |
| Thailand              | 4–0       | Singapore | Scheidsrechters: Ayu Zainuddin (MAS) Amina Dyussembekova (KAZ) |
|                       | (verslag) |           | Scheidsrechters: Ayu Zainuddin (MAS) Amina Dyussembekova (KAZ) |

| 15 januari 2017 18:15 |           |           |                                                        |
| Wales                 | 7–0       | Singapore | Scheidsrechters: Jo Cumming (NZL) Christine Reid (IRL) |
|                       | (verslag) |           | Scheidsrechters: Jo Cumming (NZL) Christine Reid (IRL) |

| 15 januari 2017 20:30 |           |        |                                                         |
| Thailand              | 0–5       | Italië | Scheidsrechters: Tang Shi Him (HKG) Ayu Zainuddin (MAS) |
|                       | (verslag) |        | Scheidsrechters: Tang Shi Him (HKG) Ayu Zainuddin (MAS) |

| 17 januari 2017 13:45 |           |           |                                                                |
| Italië                | 9–0       | Singapore | Scheidsrechters: Kim Yoon-seon (KOR) Amina Dyussembekova (KAZ) |
|                       | (verslag) |           | Scheidsrechters: Kim Yoon-seon (KOR) Amina Dyussembekova (KAZ) |

| 17 januari 2017 16:00 |           |          |                                                          |
| Wales                 | 3–0       | Thailand | Scheidsrechters: Tang Shi Him (HKG) Christine Reid (IRL) |
|                       | (verslag) |          | Scheidsrechters: Tang Shi Him (HKG) Christine Reid (IRL) |

#### Groep B
| Team       | GS | W | WS | VS | V | DV | DT | DS  | Ptn |
| ---------- | -- | - | -- | -- | - | -- | -- | --- | --- |
| Ierland    | 3  | 3 | 0  | 0  | 0 | 24 | 1  | +23 | 9   |
| Maleisië   | 3  | 2 | 0  | 0  | 1 | 23 | 3  | +20 | 6   |
| Kazachstan | 3  | 0 | 1  | 0  | 2 | 2  | 26 | −24 | 2   |
| Hongkong   | 3  | 0 | 0  | 1  | 2 | 1  | 20 | −19 | 1   |

| 14 januari 2017 18:15 |           |            |                                                       |
| Ierland               | 12–0      | Kazachstan | Scheidsrechters: Jo Cumming (NZL) Kim Yoon-seon (KOR) |
|                       | (verslag) |            | Scheidsrechters: Jo Cumming (NZL) Kim Yoon-seon (KOR) |

| 14 januari 2017 20:30 |           |          |                                                                  |
| Maleisië              | 9–0       | Hongkong | Scheidsrechters: Cookie Tan (SIN) Ornpimol Kittiteerasopon (THA) |
|                       | (verslag) |          | Scheidsrechters: Cookie Tan (SIN) Ornpimol Kittiteerasopon (THA) |

| 16 januari 2017 18:15 |                         |          |                                                                |
| Kazachstan            | 1–1 (2-0 na shoot-outs) | Hongkong | Scheidsrechters: Vilma Bagdanskienė (LTU) Alessia Bavaro (ITA) |
|                       | (verslag)               |          | Scheidsrechters: Vilma Bagdanskienė (LTU) Alessia Bavaro (ITA) |

| 16 januari 2017 20:30 |           |         |                                                       |
| Maleisië              | 1–2       | Ierland | Scheidsrechters: Kim Yoon-seon (KOR) Cookie Tan (SIN) |
|                       | (verslag) |         | Scheidsrechters: Kim Yoon-seon (KOR) Cookie Tan (SIN) |

| 17 januari 2017 18:15 |           |          |                                                        |
| Ierland               | 10–0      | Hongkong | Scheidsrechters: Jo Cumming (NZL) Alessia Bavaro (ITA) |
|                       | (verslag) |          | Scheidsrechters: Jo Cumming (NZL) Alessia Bavaro (ITA) |

| 17 januari 2017 20:30 |           |          |                                                                          |
| Kazachstan            | 1–13      | Maleisië | Scheidsrechters: Vilma Bagdanskienė (LTU) Ornpimol Kittiteerasopon (THA) |
|                       | (verslag) |          | Scheidsrechters: Vilma Bagdanskienė (LTU) Ornpimol Kittiteerasopon (THA) |

### Kwartfinales
| 19 januari 2017 13:45 |           |           |                                                           |
| Ierland               | 10–0      | Singapore | Scheidsrechters: Ayu Zainuddin (MAS) Alessia Bavaro (ITA) |
|                       | (verslag) |           | Scheidsrechters: Ayu Zainuddin (MAS) Alessia Bavaro (ITA) |

| 19 januari 2017 16:00 |           |          |                                                                 |
| Italië                | 7–0       | Hongkong | Scheidsrechters: Christine Reid (IRL) Amina Dyussembekova (KAZ) |
|                       | (verslag) |          | Scheidsrechters: Christine Reid (IRL) Amina Dyussembekova (KAZ) |

| 19 januari 2017 18:00 |           |            |                                                      |
| Wales                 | 2–1       | Kazachstan | Scheidsrechters: Tang Shi Him (HKG) Cookie Tan (SIN) |
|                       | (verslag) |            | Scheidsrechters: Tang Shi Him (HKG) Cookie Tan (SIN) |

| 19 januari 2017 20:30 |           |          |                                                            |
| Maleisië              | 3–0       | Thailand | Scheidsrechters: Vilma Bagdanskienė (LTU) Jo Cumming (NZL) |
|                       | (verslag) |          | Scheidsrechters: Vilma Bagdanskienė (LTU) Jo Cumming (NZL) |

### Kruisingswedstrijden
Om plaatsen 5-8
| 20 januari 2017 18:15 |           |          |                                                       |
| Hongkong              | 0–3       | Thailand | Scheidsrechters: Kim Yoon-seon (KOR) Cookie Tan (SIN) |
|                       | (verslag) |          | Scheidsrechters: Kim Yoon-seon (KOR) Cookie Tan (SIN) |

| 20 januari 2017 20:30 |           |           |                                                                     |
| Kazachstan            | 1–4       | Singapore | Scheidsrechters: Ornpimol Kittiteerasopon (THA) Ayu Zainuddin (MAS) |
|                       | (verslag) |           | Scheidsrechters: Ornpimol Kittiteerasopon (THA) Ayu Zainuddin (MAS) |

Halve finales
| 21 januari 2017 18:15 |           |       |                                                       |
| Ierland               | 2–0       | Wales | Scheidsrechters: Jo Cumming (NZL) Kim Yoon-seon (KOR) |
|                       | (verslag) |       | Scheidsrechters: Jo Cumming (NZL) Kim Yoon-seon (KOR) |

| 21 januari 2017 20:30 |                         |          |                                                              |
| Italië                | 2–2 (1-2 na shoot-outs) | Maleisië | Scheidsrechters: Vilma Bagdanskienė (LTU) Tang Shi Him (HKG) |
|                       | (verslag)               |          | Scheidsrechters: Vilma Bagdanskienė (LTU) Tang Shi Him (HKG) |

### Plaatsingswedstrijden
Om de 7e/8e plaats
| 22 januari 2017 13:45 |           |            |                                                                     |
| Hongkong              | 2–3       | Kazachstan | Scheidsrechters: Kim Yoon-seon (KOR) Ornpimol Kittiteerasopon (THA) |
|                       | (verslag) |            | Scheidsrechters: Kim Yoon-seon (KOR) Ornpimol Kittiteerasopon (THA) |

Om de 5e/6e plaats
| 22 januari 2017 16:00 |                         |           |                                                       |
| Thailand              | 0–0 (3-1 na shoot-outs) | Singapore | Scheidsrechters: Jo Cumming (NZL) Ayu Zainuddin (MAS) |
|                       | (verslag)               |           | Scheidsrechters: Jo Cumming (NZL) Ayu Zainuddin (MAS) |

Om de 3e/4e plaats
| 22 januari 2017 18:15 |           |        |                                                        |
| Wales                 | 1–3       | Italië | Scheidsrechters: Cookie Tan (SIN) Christine Reid (IRL) |
|                       | (verslag) |        | Scheidsrechters: Cookie Tan (SIN) Christine Reid (IRL) |

Finale
| 22 januari 2017 20:30 |           |          |                                                              |
| Ierland               | 3–0       | Maleisië | Scheidsrechters: Vilma Bagdanskienė (LTU) Tang Shi Him (HKG) |
|                       | (verslag) |          | Scheidsrechters: Vilma Bagdanskienė (LTU) Tang Shi Him (HKG) |

### Eindrangschikking
| Rang   | Land       |
| ------ | ---------- |
| Goud   | Ierland    |
| Zilver | Maleisië   |
| Brons  | Italië     |
| 4      | Wales      |
| 5      | Thailand   |
| 6      | Singapore  |
| 7      | Kazachstan |
| 8      | Hongkong   |

## Valencia
In Valencia, Spanje, werd gespeeld van 4 tot en met 12 februari 2017.
Alle tijden zijn lokale tijden

### Eerste ronde

#### Groep A
| Team     | GS | W | WS | VS | V | DV | DT | DS  | Ptn |
| -------- | -- | - | -- | -- | - | -- | -- | --- | --- |
| Spanje   | 3  | 3 | 0  | 0  | 0 | 19 | 5  | +14 | 9   |
| Tsjechië | 3  | 2 | 0  | 0  | 1 | 8  | 7  | +1  | 6   |
| Rusland  | 3  | 1 | 0  | 0  | 2 | 13 | 11 | +2  | 3   |
| Turkije  | 3  | 0 | 0  | 0  | 3 | 0  | 17 | −17 | 0   |

| 4 februari 2017 10:30 |           |         |                                                          |
| Tsjechië              | 4–0       | Turkije | Scheidsrechters: Karine Alves (FRA) Urszula Łapawa (POL) |
|                       | (verslag) |         | Scheidsrechters: Karine Alves (FRA) Urszula Łapawa (POL) |

| 4 februari 2017 13:00 |           |         |                                                          |
| Spanje                | 8–4       | Rusland | Scheidsrechters: Cynthia Clement (GHA) Katie Howie (SCO) |
|                       | (verslag) |         | Scheidsrechters: Cynthia Clement (GHA) Katie Howie (SCO) |

| 5 februari 2017 10:30 |           |         |                                                            |
| Rusland               | 7–0       | Turkije | Scheidsrechters: Olena Klymenko (UKR) Urszula Łapawa (POL) |
|                       | (verslag) |         | Scheidsrechters: Olena Klymenko (UKR) Urszula Łapawa (POL) |

| 5 februari 2017 13:00 |           |        |                                                          |
| Tsjechië              | 1–5       | Spanje | Scheidsrechters: Ersin Öztürk (TUR) Claire Druijts (NED) |
|                       | (verslag) |        | Scheidsrechters: Ersin Öztürk (TUR) Claire Druijts (NED) |

| 7 februari 2017 13:00 |           |         |                                                             |
| Spanje                | 6–0       | Turkije | Scheidsrechters: Cynthia Clement (GHA) Claire Druijts (NED) |
|                       | (verslag) |         | Scheidsrechters: Cynthia Clement (GHA) Claire Druijts (NED) |

| 7 februari 2017 15:30 |           |          |                                                          |
| Rusland               | 2–3       | Tsjechië | Scheidsrechters: Gemma Calderón (ESP) Karine Alves (FRA) |
|                       | (verslag) |          | Scheidsrechters: Gemma Calderón (ESP) Karine Alves (FRA) |

#### Groep B
| Team      | GS | W | WS | VS | V | DV | DT | DS | Ptn |
| --------- | -- | - | -- | -- | - | -- | -- | -- | --- |
| Polen     | 3  | 2 | 0  | 0  | 1 | 6  | 3  | +3 | 6   |
| Schotland | 3  | 2 | 0  | 0  | 1 | 3  | 2  | +1 | 6   |
| Oekraïne  | 3  | 1 | 0  | 1  | 1 | 6  | 6  | 0− | 4   |
| Ghana     | 3  | 0 | 1  | 0  | 2 | 2  | 6  | −4 | 2   |

| 4 februari 2017 15:30 |           |          |                                                              |
| Polen                 | 3–2       | Oekraïne | Scheidsrechters: Gemma Calderón (ESP) Štěpánka Šmídová (CZE) |
|                       | (verslag) |          | Scheidsrechters: Gemma Calderón (ESP) Štěpánka Šmídová (CZE) |

| 4 februari 2017 18:00 |           |       |                                                                    |
| Schotland             | 1–0       | Ghana | Scheidsrechters: Claire Druijts (NED) Anastasiya Bogoliubova (RUS) |
|                       | (verslag) |       | Scheidsrechters: Claire Druijts (NED) Anastasiya Bogoliubova (RUS) |

| 5 februari 2017 15:30 |           |           |                                                                    |
| Polen                 | 0–1       | Schotland | Scheidsrechters: Anastasiya Bogoliubova (RUS) Gemma Calderón (ESP) |
|                       | (verslag) |           | Scheidsrechters: Anastasiya Bogoliubova (RUS) Gemma Calderón (ESP) |

| 5 februari 2017 18:00 |                         |          |                                                       |
| Ghana                 | 2–2 (2-1 na shoot-outs) | Oekraïne | Scheidsrechters: Katie Howie (SCO) Karine Alves (FRA) |
|                       | (verslag)               |          | Scheidsrechters: Katie Howie (SCO) Karine Alves (FRA) |

| 7 februari 2017 10:30 |           |       |                                                          |
| Ghana                 | 0–3       | Polen | Scheidsrechters: Olena Klymenko (UKR) Ersin Öztürk (TUR) |
|                       | (verslag) |       | Scheidsrechters: Olena Klymenko (UKR) Ersin Öztürk (TUR) |

| 7 februari 2017 18:00 |           |          |                                                              |
| Schotland             | 1–2       | Oekraïne | Scheidsrechters: Štěpánka Šmídová (CZE) Urszula Łapawa (POL) |
|                       | (verslag) |          | Scheidsrechters: Štěpánka Šmídová (CZE) Urszula Łapawa (POL) |

### Kwartfinales
| 9 februari 2017 10:30 |           |         |                                                          |
| Schotland             | 2–1       | Rusland | Scheidsrechters: Karine Alves (FRA) Claire Druijts (NED) |
|                       | (verslag) |         | Scheidsrechters: Karine Alves (FRA) Claire Druijts (NED) |

| 9 februari 2017 13:00 |           |       |                                                          |
| Spanje                | 7–0       | Ghana | Scheidsrechters: Ersin Öztürk (TUR) Urszula Łapawa (POL) |
|                       | (verslag) |       | Scheidsrechters: Ersin Öztürk (TUR) Urszula Łapawa (POL) |

| 9 februari 2017 15:30 |           |          |                                                                 |
| Tsjechië              | 0–1       | Oekraïne | Scheidsrechters: Anastasiya Bogoliubova (RUS) Katie Howie (SCO) |
|                       | (verslag) |          | Scheidsrechters: Anastasiya Bogoliubova (RUS) Katie Howie (SCO) |

| 9 februari 2017 18:00 |           |         |                                                              |
| Polen                 | 2–1       | Turkije | Scheidsrechters: Olena Klymenko (UKR) Štěpánka Šmídová (CZE) |
|                       | (verslag) |         | Scheidsrechters: Olena Klymenko (UKR) Štěpánka Šmídová (CZE) |

### Kruisingswedstrijden
Om plaatsen 5-8
| 11 februari 2017 09:00 |           |         |                                                          |
| Ghana                  | 0–6       | Rusland | Scheidsrechters: Ersin Öztürk (TUR) Gemma Calderón (ESP) |
|                        | (verslag) |         | Scheidsrechters: Ersin Öztürk (TUR) Gemma Calderón (ESP) |

| 11 februari 2017 11:30 |           |         |                                                                    |
| Tsjechië               | 6–2       | Turkije | Scheidsrechters: Urszula Łapawa (POL) Anastasiya Bogoliubova (RUS) |
|                        | (verslag) |         | Scheidsrechters: Urszula Łapawa (POL) Anastasiya Bogoliubova (RUS) |

Halve finales
| 11 februari 2017 14:00 |           |       |                                                            |
| Oekraïne               | 0–3       | Polen | Scheidsrechters: Karine Alves (FRA) Štěpánka Šmídová (CZE) |
|                        | (verslag) |       | Scheidsrechters: Karine Alves (FRA) Štěpánka Šmídová (CZE) |

| 11 februari 2017 16:30 |           |           |                                                            |
| Spanje                 | 2–1       | Schotland | Scheidsrechters: Claire Druijts (NED) Olena Klymenko (UKR) |
|                        | (verslag) |           | Scheidsrechters: Claire Druijts (NED) Olena Klymenko (UKR) |

### Plaatsingswedstrijden
Om de 7e/8e plaats
| 12 februari 2017 09:00 |           |         |                                                           |
| Ghana                  | 2–3       | Turkije | Scheidsrechters: Katie Howie (SCO) Štěpánka Šmídová (CZE) |
|                        | (verslag) |         | Scheidsrechters: Katie Howie (SCO) Štěpánka Šmídová (CZE) |

Om de 5e/6e plaats
| 12 februari 2017 11:30 |           |          |                                                             |
| Rusland                | 2–3       | Tsjechië | Scheidsrechters: Cynthia Clement (GHA) Claire Druijts (NED) |
|                        | (verslag) |          | Scheidsrechters: Cynthia Clement (GHA) Claire Druijts (NED) |

Om de 3e/4e plaats
| 12 februari 2017 14:00 |           |          |                                                          |
| Schotland              | 1–0       | Oekraïne | Scheidsrechters: Karine Alves (FRA) Gemma Calderón (ESP) |
|                        | (verslag) |          | Scheidsrechters: Karine Alves (FRA) Gemma Calderón (ESP) |

Finale
| 12 februari 2017 16:30 |           |       |                                                                    |
| Spanje                 | 2–0       | Polen | Scheidsrechters: Olena Klymenko (UKR) Anastasiya Bogoliubova (RUS) |
|                        | (verslag) |       | Scheidsrechters: Olena Klymenko (UKR) Anastasiya Bogoliubova (RUS) |

### Eindrangschikking
| Rang   | Land      |
| ------ | --------- |
| Goud   | Spanje    |
| Zilver | Polen     |
| Brons  | Schotland |
| 4      | Oekraïne  |
| 5      | Tsjechië  |
| 6      | Rusland   |
| 7      | Turkije   |
| 8      | Ghana     |

## Vancouver
In Vancouver, Canada, werd van 1 tot en met 9 april 2017 gespeeld. 
Alle tijden zijn lokale tijden

### Eerste ronde

#### Groep A
| Team        | GS | W | WS | VS | V | DV | DT | DS | Ptn |
| ----------- | -- | - | -- | -- | - | -- | -- | -- | --- |
| India       | 2  | 1 | 1  | 0  | 0 | 3  | 2  | +1 | 5   |
| Uruguay     | 2  | 1 | 0  | 1  | 0 | 5  | 4  | +1 | 4   |
| Wit-Rusland | 2  | 0 | 0  | 0  | 2 | 2  | 4  | −2 | 0   |

| 1 april 2017 12:00 |                         |         |                                                             |
| India              | 2–2 (4-2 na shoot-outs) | Uruguay | Scheidsrechters: Lelia Sacre (CAN) Veronica Villafañe (ARG) |
|                    | (verslag)               |         | Scheidsrechters: Lelia Sacre (CAN) Veronica Villafañe (ARG) |

| 2 april 2017 12:00 |           |       |                                                        |
| Wit-Rusland        | 0–1       | India | Scheidsrechters: Kecia Hosen (TRI) Diana Fuentes (MEX) |
|                    | (verslag) |       | Scheidsrechters: Kecia Hosen (TRI) Diana Fuentes (MEX) |

| 4 april 2017 14:15 |           |             |                                                      |
| Uruguay            | 3–2       | Wit-Rusland | Scheidsrechters: Lelia Sacre (CAN) Kecia Hosen (TRI) |
|                    | (verslag) |             | Scheidsrechters: Lelia Sacre (CAN) Kecia Hosen (TRI) |

#### Groep B
| Team               | GS | W | WS | VS | V | DV | DT | DS  | Ptn |
| ------------------ | -- | - | -- | -- | - | -- | -- | --- | --- |
| Chili              | 3  | 3 | 0  | 0  | 0 | 12 | 1  | +11 | 9   |
| Canada             | 3  | 2 | 0  | 0  | 1 | 18 | 1  | +17 | 6   |
| Mexico             | 3  | 1 | 0  | 0  | 2 | 6  | 8  | −2  | 3   |
| Trinidad en Tobago | 3  | 0 | 0  | 0  | 3 | 1  | 27 | −26 | 0   |

| 1 april 2017 14:15 |           |                    |                                                              |
| Chili              | 9–1       | Trinidad en Tobago | Scheidsrechters: Durga Devi (IND) Sviatlana Karzhevich (BLR) |
|                    | (verslag) |                    | Scheidsrechters: Durga Devi (IND) Sviatlana Karzhevich (BLR) |

| 1 april 2017 16:30 |           |        |                                                             |
| Canada             | 6–0       | Mexico | Scheidsrechters: Suzi Sutton (USA) Catalina Montesino (CHI) |
|                    | (verslag) |        | Scheidsrechters: Suzi Sutton (USA) Catalina Montesino (CHI) |

| 2 april 2017 14:15 |           |                    |                                                                    |
| Mexico             | 6–0       | Trinidad en Tobago | Scheidsrechters: Catalina Montesino (CHI) Veronica Villafañe (ARG) |
|                    | (verslag) |                    | Scheidsrechters: Catalina Montesino (CHI) Veronica Villafañe (ARG) |

| 2 april 2017 16:30 |           |        |                                                          |
| Chili              | 1–0       | Canada | Scheidsrechters: Suzi Sutton (USA) Natalia Lodeiro (URU) |
|                    | (verslag) |        | Scheidsrechters: Suzi Sutton (USA) Natalia Lodeiro (URU) |

| 4 april 2017 12:00 |           |       |                                                         |
| Mexico             | 0–2       | Chili | Scheidsrechters: Durga Devi (IND) Natalia Lodeiro (URU) |
|                    | (verslag) |       | Scheidsrechters: Durga Devi (IND) Natalia Lodeiro (URU) |

| 4 april 2017 16:30 |           |                    |                                                                 |
| Canada             | 12–0      | Trinidad en Tobago | Scheidsrechters: Sviatlana Karzhevich (BLR) Diana Fuentes (MEX) |
|                    | (verslag) |                    | Scheidsrechters: Sviatlana Karzhevich (BLR) Diana Fuentes (MEX) |

### Kwartfinales
| 6 april 2017 14:15 |           |        |                                                                      |
| Uruguay            | 2–1       | Mexico | Scheidsrechters: Catalina Montesino (CHI) Sviatlana Karzhevich (BLR) |
|                    | (verslag) |        | Scheidsrechters: Catalina Montesino (CHI) Sviatlana Karzhevich (BLR) |

| 6 april 2017 16:30 |           |             |                                                      |
| Canada             | 3–4       | Wit-Rusland | Scheidsrechters: Suzi Sutton (USA) Kecia Hosen (TRI) |
|                    | (verslag) |             | Scheidsrechters: Suzi Sutton (USA) Kecia Hosen (TRI) |

Halve finales
| 8 april 2017 14:15 |           |             |                                                                    |
| India              | 4–0       | Wit-Rusland | Scheidsrechters: Veronica Villafañe (ARG) Catalina Montesino (CHI) |
|                    | (verslag) |             | Scheidsrechters: Veronica Villafañe (ARG) Catalina Montesino (CHI) |

| 8 april 2017 16:30 |           |         |                                                     |
| Chili              | 2–1       | Uruguay | Scheidsrechters: Lelia Sacre (CAN) Durga Devi (IND) |
|                    | (verslag) |         | Scheidsrechters: Lelia Sacre (CAN) Durga Devi (IND) |

Om de 7e/8e plaats
| 8 april 2017 12:00 |           |                    |                                                            |
| Canada             | 8–0       | Trinidad en Tobago | Scheidsrechters: Diana Fuentes (MEX) Natalia Lodeiro (URU) |
|                    | (verslag) |                    | Scheidsrechters: Diana Fuentes (MEX) Natalia Lodeiro (URU) |

Om de 5e/6e plaats
| 9 april 2017 12:00 |           |        |                                                         |
| Canada             | 4–0       | Mexico | Scheidsrechters: Natalia Lodeiro (URU) Durga Devi (IND) |
|                    | (verslag) |        | Scheidsrechters: Natalia Lodeiro (URU) Durga Devi (IND) |

Om de 3e/4e plaats
| 9 april 2017 14:15 |           |         |                                                             |
| Wit-Rusland        | 4–2       | Uruguay | Scheidsrechters: Lelia Sacre (CAN) Catalina Montesino (CHI) |
|                    | (verslag) |         | Scheidsrechters: Lelia Sacre (CAN) Catalina Montesino (CHI) |

Finale
| 9 april 2017 16:30 |                         |       |                                                             |
| India              | 1–1 (3-1 na shoot-outs) | Chili | Scheidsrechters: Suzi Sutton (USA) Veronica Villafañe (ARG) |
|                    | (verslag)               |       | Scheidsrechters: Suzi Sutton (USA) Veronica Villafañe (ARG) |

### Eindrangschikking
| Rang   | Land               |
| ------ | ------------------ |
| Goud   | India              |
| Zilver | Chili              |
| Brons  | Wit-Rusland        |
| 4      | Uruguay            |
| 5      | Canada             |
| 6      | Mexico             |
| 7      | Trinidad en Tobago |